# Jacob Fortune-Lloyd
Jacob Fortune-Lloyd, född 18 januari 1988 i Hillingdon, London, är en brittisk skådespelare.
Fortune-Lloyd har bland annat medverkat i TV-serierna Medici, The Queen's Gambit och Bodies.

## Filmografi (i urval)
- 2018 – Medici (TV-serie)
- 2020 – The Queen's Gambit (TV-serie)
- 2023 – Bodies (TV-serie)